# Vertigo: Live from Milan
Vertigo: Live from Milan – bonusowe DVD, będące częścią edycji deluxe, kompilacji U218 Singles, rockowego zespołu U2. Zawiera on zapis koncertu grupy z Mediolanu, podczas trasy koncertowej Vertigo Tour z 2005 roku. W iTunes Store edycja deluxe albumu zawiera te utwory, w bonusowej wersji audio, z wyjątkiem "Original of the Species".

## Lista utworów
1. "Vertigo"
2. "I Will Follow"
3. "Elevation"
4. "I Still Haven’t Found What I’m Looking For"
5. "All I Want Is You"
6. "City of Blinding Lights"
7. "Sometimes You Can’t Make It on Your Own"
8. "Miss Sarajevo"
9. "Original of the Species"
10. "With or Without You"

### Audio
- PCM Stereo
- Dolby Digital 5.1
- Digital Theatre System 5.1